# Denis Calincov
Denis Calincov (Chișinău, 15 settembre 1985) è un allenatore di calcio ed ex calciatore moldavo, di ruolo attaccante.